# Escutoide

Un escutoide comparat amb un prisma, un tronc i un prismatoide.

Un escutoide és un sòlid geomètric entre dues superfícies paral·leles. El límit de cadascuna de les superfícies (i de totes les altres superfícies paral·leles entre elles) és un polígon, i els vèrtexs dels dos polígons extrems estan units per una corba o una connexió amb forma d'Y. Els escutoides presenten almenys un vèrtex entre aquests dos plànols i les seves cares no són necessàriament convexes, per la qual cosa diversos d'ells es poden empaquetar junts per omplir tot l'espai entre les dues superfícies paral·leles.

## Recerca

Escutoides, separats i units entre sí

L'objecte, resultat d'una recerca del Departament de Biologia Cel·lular i l'Institut de Biomedicina de Sevilla de la Universitat de Sevilla dirigida per Luis M. Escudero, es va descriure per primera vegada a la revista Nature Communications el juliol de 2018. Segons explica la matemàtica Clara Grima, una de les col·laboradores de la recerca, l'objecte es va descobrir "mirant no als ulls sinó a les glàndules salivals de la mosca de la fruita", i tenint en compte els diagrames de Voronoi.
Segons Clara Grima el terme escutoide es va encunyar en forma de broma pel cognom del director de la recerca, Luis M. Escudero, atès que "Escudero" en llatí és scutum, van començar a dir-li "escutoide" i quan va finalitzar la recerca el terme ja el consideraven oficial, a més la figura guarda una semblança amb el escutelo del tòrax en alguns insectes, com els escarabats de la subfamília cetoniidae.

## Aspecte en la natura

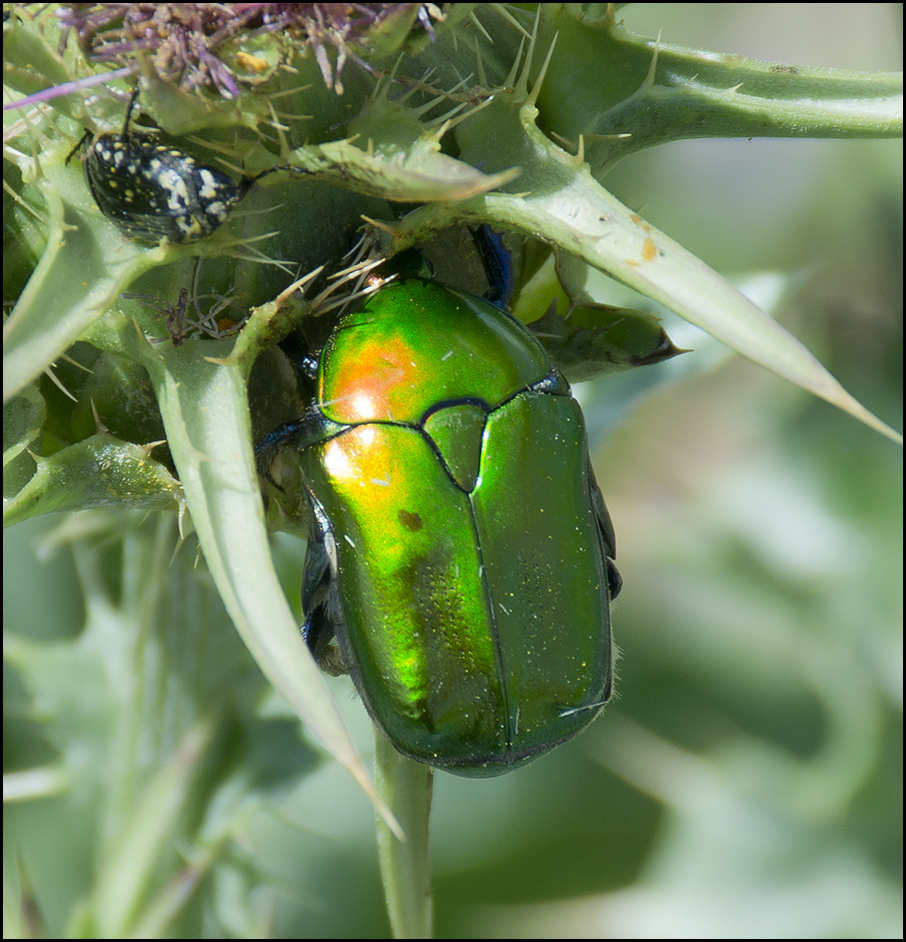
Un escarabat amb una osca semblant a la d'un escutoide pel qual l'objecte va ser nomenat.

Les cèl·lules epitelials adopten la "forma escutoidal" sota certes circumstàncies. En els epitelis, les cèl·lules poden empaquetar-se de forma tridimensional com a escutoides, facilitant la curvatura dels teixits. Això és fonamental per modelar els òrgans durant el desenvolupament.